# Ahn Ji-ho
Đây là một tên người Triều Tiên, họ là Ahn.
Ahn Ji-ho (sinh ngày 24 tháng 4 năm 1987) là một cầu thủ bóng đá Hàn Quốc thi đấu cho Seoul E-Land.
Trong đợt tuyển quân K League 2008, Daejeon Citizen lựa chọn anh, và trao đôi với Lee Dong-won.

## Sự nghiệp quốc tế
Ahn là thành viên của Đội tuyển bóng đá quốc gia Hàn Quốc tại Giải vô địch bóng đá U-20 thế giới 2007 ở Canada, nhưng không ra sân trận nào.

## Thống kê sự nghiệp câu lạc bộ
| Thành tích câu lạc bộ | Thành tích câu lạc bộ | Thành tích câu lạc bộ | Giải vô địch | Giải vô địch | Cúp     | Cúp       | Cúp Liên đoàn | Cúp Liên đoàn | Châu lục | Châu lục  | Tổng cộng | Tổng cộng |
| Mùa giải              | Câu lạc bộ            | Giải vô địch          | Số trận      | Bàn thắng    | Số trận | Bàn thắng | Số trận       | Bàn thắng     | Số trận  | Bàn thắng | Số trận   | Bàn thắng |
| Hàn Quốc              | Hàn Quốc              | Hàn Quốc              | Giải vô địch | Giải vô địch | Cúp KFA | Cúp KFA   | Cúp Liên đoàn | Cúp Liên đoàn | Châu Á   | Châu Á    | Tổng cộng | Tổng cộng |
| --------------------- | --------------------- | --------------------- | ------------ | ------------ | ------- | --------- | ------------- | ------------- | -------- | --------- | --------- | --------- |
| 2007                  | Daejeon Citizen       | K League              | 0            | 0            | 0       | 0         | 0             | 0             | -        | -         | 0         | 0         |
| 2008                  | Incheon United        | K League              | 14           | 0            | 1       | 0         | 7             | 0             | -        | -         | 22        | 0         |
| 2009                  | Incheon United        | K League              | 2            | 0            | 0       | 0         | 0             | 0             | -        | -         | 2         | 0         |
| 2010                  | Incheon United        | K League              | 11           | 0            | 1       | 0         | 1             | 0             | -        | -         | 13        | 0         |
| 2011                  | Gyeongnam FC          | K League              | 10           | 0            | 0       | 0         | 4             | 1             | -        | -         | 14        | 1         |
| Tổng cộng sự nghiệp   | Tổng cộng sự nghiệp   | Tổng cộng sự nghiệp   | 37           | 0            | 2       | 0         | 12            | 1             | -        | -         | 51        | 1         |